# Samanta Tīna
Samanta Poļakova, mieux connue sous le nom de Samanta Tīna, est une chanteuse lettone, née le 31 mars 1989. Elle représente son pays au Concours Eurovision de la chanson 2021 avec sa chanson The Moon is Rising.

## Biographie
Après avoir tenté de représenter son pays au Concours Eurovision de la chanson à cinq reprises (en 2012, 2013, 2014 et 2016), elle remporte la présélection de la Lettonie Supernova 2020 avec la chanson Still Breathing, ce qui lui aurait permis de participer à la 65e édition du Concours Eurovision qui se serait déroulée à Rotterdam aux Pays-Bas. L'édition est finalement annulée en raison de la pandémie de Covid-19 mais elle a été de nouveau choisie pour représenter son pays en 2021 avec la chanson The Moon is Rising.
Elle s'est également présentée aux présélections de la Lituanie en 2013 et en 2017, ainsi que dans la version lituanienne de The Voice.

## Discographie

### Singles
- 2012 : I Want You Back
- 2013 : I Need a Hero
- 2013 : Hey Chiki - Mama (avec l'artiste Vudis)
- 2014 : Stay
- 2016 : We Live for Love
- 2016 : The Love Is Forever
- 2016 : Kāds trakais mani uzgleznos
- 2017 : Tavo oda (avec l'artiste Tadas Rimgaila)
- 2017 : Vējš bungo klavieres
- 2017 : Pietiks
- 2019 : Cutting the Wire
- 2019 : Still Breathing
- 2021 : The Moon is Rising